# Shirin Ebadi

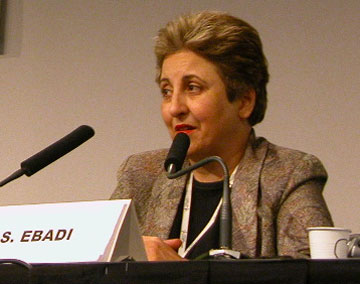
Shirin Ebadi bei einer Pressekonferenz des Weltgipfels zur Informationsgesellschaft in Tunis 2005

Shirin Ebadi (auch Schirin Ebadi [ʃiːˈriːn ebɔːˈdiː]; persisch شیرین عبادی, DMG Šīrīn-e ‘Ebādī; * 21. Juni 1947 in Hamadan, Iran) ist eine iranische Juristin, erste iranische Richterin und Menschenrechtsaktivistin. Sie erhielt 2003 als erste muslimische Frau den Friedensnobelpreis und lebt seit Ende 2009 im Exil in Großbritannien.

## Leben
Im Jahr 1969 schloss Ebadi ihr Studium der Rechtswissenschaften an der Universität Teheran ab und wurde die erste Richterin in der Geschichte Irans. Von 1975 bis 1979 hatte sie einen Senatsvorsitz im Teheraner Stadtgericht inne. Nach der Islamischen Revolution in Iran 1979 wurde sie aus dem Amt getrieben und arbeitete zunächst als Sekretärin bei dem Gerichtshof, den sie vorher geleitet hatte, später als Anwältin und Dozentin an der Teheraner Universität. 1994 war sie Mitbegründerin der Kinderrechtsorganisation Society for Protecting the Child’s Rights, die beispielsweise die Gesetzgebung für Kinder verbessern will. So wird die Erhöhung des Strafmündigkeitsalters gefordert, das in Iran für Mädchen bei neun und für Jungen bei fünfzehn Jahren liegt.
Ebadi versteht sich als demokratische Frau muslimischen Glaubens. Sie setzt sich auf der Grundlage der Allgemeinen Erklärung der Menschenrechte für eine gleichberechtigte Rolle der Frauen im öffentlichen Leben, für die Rechte von Kindern und für eine Justizreform mit unabhängigen Richtern und Anwälten ein. Menschenrechtsverletzungen wie die Bestrafung durch Steinigung betrachtet sie als Missbrauch der Religion und Fehlinterpretation der Scharia. Sie fordert eine pluralistische demokratische Gesellschaft und lehnt fundamentalistisches Gedankengut ab. Ebadi unternimmt viele Reisen, um in Zusammenarbeit mit internationalen Organisationen und politischen Gremien weltweit für die Rechte der Frauen und für eine friedliche Welt einzutreten.
Shirin Ebadi übernahm als Anwältin Fälle von liberalen Personen und Dissidenten, die mit der Justiz – einer der Bastionen konservativer Macht in der Islamischen Republik Iran – in Konflikt geraten waren. Im Jahr 2000 wurde Ebadi aufgrund ihrer Tätigkeit als Verteidigerin vor Gericht angeklagt, verbrachte 26 Tage in Einzelhaft und wurde zu einer Bewährungsstrafe und zeitlich begrenztem Berufsverbot verurteilt. Dieser Fall lenkte die Aufmerksamkeit internationaler Menschenrechtsgruppen auf die Situation in Iran.
Im Herbst 2003 vertrat sie die Familie von Dariusch Foruhar, eines Intellektuellen, der im November 1998 in seinem Haus erstochen aufgefunden wurde. Seine Frau Parveneh wurde zur gleichen Zeit ermordet. Die Eheleute waren zwei Opfer einer grausamen Mordserie, die Irans Intellektuelle erschütterte. Der Verdacht fiel auf extremistische konservative Kreise, die es sich zum Ziel gemacht hatten, das von Präsident Mohammad Chatami geförderte freiheitliche Klima – das vor allem die Redefreiheit stützte – zu sabotieren. Ein Jahr später wurde sie Anwältin im Fall von Zahra Kazemi, einer kanadischen Journalistin iranischer Abstammung, die während ihrer Haft im Gefängnis eines gewaltsamen Todes starb.
Am 10. Oktober 2003 wurde Shirin Ebadi für ihre Bemühungen um Demokratie und Menschenrechte der Friedensnobelpreis verliehen. Das Auswahlkomitee würdigte insbesondere ihren mutigen Einsatz für die Rechte von Frauen und Kindern. Mit der Entgegennahme des Friedensnobelpreises ohne Kopftuch setzte Ebadi ein Zeichen. Sie begründete dies damit, dass es im westlichen Kulturkreis jeder Frau selbst überlassen sei, wie sie sich kleidet. In Iran dagegen trage sie die gesetzlich vorgeschriebene Kleidung für Frauen, da sie sich als Juristin selbstverständlich an die zurzeit geltenden Gesetze halte.
Anfang 2005 wurde sie nach Angaben ihrer Anwältin ohne Angabe von Gründen vom iranischen Revolutionsgericht vorgeladen. Ebadi lehnte es ab, dieser Aufforderung nachzukommen, und verlangte, sich wegen einer privaten Anzeige vor einem normalen Gericht verantworten zu können. Damit bestritt sie indirekt die Legitimität der neben der normalen Justiz existierenden Revolutionsgerichte. Die internationale Menschenrechtsorganisation Human Rights Watch verurteilte entschieden den Umgang mit der Friedensnobelpreisträgerin. Hingegen bestritt die iranische Regierung, dass es sich um einen bedeutsamen Vorfall handele, da nur eine geringe Strafe zu erwarten sei.
Im Oktober 2005 hielt Ebadi auf Einladung der Stiftung Weltethos an der Eberhard Karls Universität Tübingen eine Rede, in der sie betonte, dass diejenigen, die unter Berufung auf die kulturellen Unterschiede und die Werterelativität sich weigerten, die Menschenrechte einzuhalten, in Wirklichkeit rückständige Unterdrücker seien, die ihr diktatorisches Wesen unter der Maske der Kultur verdeckten und im Namen der nationalen oder religiösen Kultur die Absicht hegten, ihre eigene Nation zu unterdrücken und zu terrorisieren. Die Welt werde nur dann zur Ruhe kommen und der Frieden werde nur dann dauerhaft sein, wenn die Menschenrechte umfassend und universell seien. Wie bei anderen Anlässen sprach sie sich auch hier gegen Militäraktionen gegen Iran aus: „Die Menschenrechte kann man den Menschen gewiss nicht durch Bomben bringen.“
Eine Demonstration für die Menschenrechte, an der in Teheran am 12. Juni 2006 etwa 5000 Personen – hauptsächlich Frauen – teilnahmen, wurde gewaltsam zerschlagen, Ebadi festgenommen und wenige Tage später wieder auf freien Fuß gesetzt. Ihr 2002 mit anderen Juristen – wie der von 2011 bis 2013 inhaftierten Nasrin Sotudeh – gegründetes Zentrum für Menschenrechte:Min. 21 verbot das iranische Innenministerium am 5. August 2006. Die Organisation hatte sich für die Rechte von Minderheiten eingesetzt und Regimegegnern juristischen Beistand geboten. Shirin Ebadi wandte sich öffentlich gegen diese Maßnahme und legte Rechtsmittel ein, da das Zentrum im Rahmen der iranischen Gesetze gearbeitet habe. Schon im Juli 2006 hatte sie sich in einem Brief mit der Bitte um Hilfe an die internationale Öffentlichkeit gewandt.
Ende 2008 wurde ein Menschenrechtszentrum, das Ebadi gemeinsam mit Abdolfattah Soltani leitete, in Teheran von den iranischen Behörden mit der Begründung geschlossen, davon gehe Propaganda gegen das System aus. Dort sollte der wegen politischer Aktionen gegen das Regime 17 Jahre lang inhaftierte Taki Rahmani in einer Veranstaltung zum 60. Jahrestag der Allgemeinen Erklärung der Menschenrechte ausgezeichnet werden.

Shirin Ebadi in der Hamburger St.-Petri-Kirche 2009

Ende November 2009 räumten nach Angaben der norwegischen Regierung die iranischen Behörden ein Bankschließfach von Ebadi und beschlagnahmten die dort aufbewahrte Medaille und Urkunde ihres Friedensnobelpreises. Seit Ende 2009 lebt Shirin Ebadi im Exil in Großbritannien. Von dort aus setzt sie ihre Menschenrechtsaktivitäten in aller Welt fort. Beispielsweise saß sie in der Jury, die das universelle Logo für Menschenrechte auswählte.
Als Kurt Westergaard 2010 den Leipziger Preis für die Freiheit und Zukunft der Medien erhielt, protestierte die ebenfalls in Leipzig anwesende Ebadi. Laut Spiegel Online sah sie „durch die Karikaturen offenbar ihre religiösen Gefühle verletzt“. In einem Interview mit der Wochenzeitung Die Zeit erklärte Ebadi, dass sie nicht gegen die Einladung und Auszeichnung Westergaards protestiere, sondern dagegen, „dass ein Kongress, der für Meinungsfreiheit eintritt, selbst Zensur betreibt“. Weder sie noch der iranische Journalist Akbar Gandschi, der als Reaktion abreiste, seien über diese Wahl informiert worden. In einem weiteren Interview, zusammen mit dem Dalai Lama, verwahrte sie sich gegen seine Aussagen, mit denen er sich für Säkularismus aussprach. Ihrer Meinung nach könne eine klerikale Herrschaft durchaus demokratisch sein.
Im Januar 2012 rief Ebadi, wie bereits 2004, mit Verweis auf die seit den iranischen Präsidentschaftswahlen 2009 unter Hausarrest stehenden Oppositionsführer Zahra Rahnaward, Mir Hossein Mussawi und Mehdi Karroubi alle Iraner zum Boykott der Parlamentswahlen 2012 auf.
Seit 2004 gehört sie der Jury des Internationalen Nürnberger Menschenrechtspreises an.

## Privates
Ebadi war seit 1975 mit dem Elektrotechnik-Ingenieur Javad Tavassolian verheiratet, mit dem sie zwei Töchter hat, die beide im Ausland leben. Negar Tavassolian (* 1980) bekam 2019 eine Stelle als Associate Professor (Dozentin) für Elektrotechnik am Stevens Institute of Technology in New Jersey, USA; die jüngere Tochter Nargess Tavassolian (* 1983) hat eine juristische Ausbildung, war Anwältin für Menschenrechte und ist seit 2017 Journalistin beim Nachrichtensender Iran International in Großbritannien. Nach massiven staatlichen Repressalien gegenüber Ebadis Ehemann, der auch nach 2009 in Iran bleiben musste, ließ das Paar sich schließlich scheiden.

## Auszeichnungen
- 1996 Human Rights Watch Defender Award
- 2001 Raftopreis (norwegischer Menschenrechtspreis)
- 2003 Friedensnobelpreis: Diese Auszeichnung gilt allen Iranerinnen und Iranern, die für die Demokratie kämpfen.
- 2004 Leibniz-Ring-Hannover
- 2006 Komtur der Ehrenlegion
- 2008 Toleranzpreis der Evangelischen Akademie Tutzing[19]
- 2009 Roland Berger Preis für Menschenwürde[20]
- 2010 Internationaler Demokratiepreis Bonn[21]
- 2010 Felix-Ermacora-Menschenrechtspreis
- 2011 Bochumer Menschenrechtspreis[22]
- 2011 Ehrendoktorwürde der University of Cambridge[23]
- 2012 Internationaler Preis für Verständigung und Menschenrechte der Ulrich-Zwiener-Stiftung und Universität Jena[24][25]
- 2012 Avicenna-Preis[26]

## Buchveröffentlichungen
- Shirin Ebadi u. a. Mein Iran. Ein Leben zwischen Revolution und Hoffnung. Pendo-Verlag, Starnberg 2006. ISBN 3-86612-080-X.
- The Rights of the Child. A Study of Legal Aspects of Children's Rights in Iran. (1994)
- History and Documentation of Human Rights in Iran. (2000).
- Rede anlässlich der Verleihung des Friedensnobelpreises. In: Frauen leben für den Frieden. (siehe Literatur).
- „Bis wir frei sind“. Mein Kampf für die Menschenrechte im Iran. Übersetzung aus dem Englischen Ursula Pesch. Piper, München 2016, ISBN 978-3-492-05781-3.

## Film
- Shirin Ebadi: Until We Are Free. Dokumentarfilm, Buch und Regie: Dawn Gifford Engle, 2022[27]